# North English
North English är en ort i Iowa County, och Keokuk County, i Iowa. Vid 2020 års folkräkning hade North English 1 065 invånare.